# 橙縣羽毛球俱樂部
橙縣羽毛球俱樂部（Orange County Badminton Club，OCBC），位於美國加利福尼亚州橙縣的橙市，1996年時由泰國華人周森泉創辦，同時為美國國家羽毛球訓練中心。

## 背景與歷史
橙縣羽毛球俱樂部的創辦人周森泉是泰國華人，7歲時初次接觸羽球，14歲時開始認真學球後讓他不再到處惹事，學會自我約束及努力、奮鬥的精神。1972年，時年30歲的周森泉隻身前往美國打拼，同時在杭亭頓海灘的球館練球，並期許未來能夠建立自己的球館。1981年，周森泉創辦印刷企業K&D Graphics並經營有成。出於對羽球的熱愛，周森泉在1994年向加州橙市政府提出申請創辦羽球館，將K&D Graphics用來增設新廠區的部分用地作為羽球館用地，並投入三百萬美元資金建設擁有12面球場的球館，最終在1996年正式開張。
2002年，美國羽毛球協會指定橙縣羽毛球俱樂部為國家訓練中心，由俱樂部負責落實美國羽協的訓練標準和責任，該俱樂部所屬的教練負責執行訓練。由於美國羽球在奧運會上沒有奪牌競爭力，這項運動無法從美國奧委會獲得太多資金挹注，為了在美國推廣羽球，周森泉自己出資補貼經費，培訓球員及出國比賽爭取奧運積分，自1996年創立以來，幾乎所有美國奧運羽球代表曾經在橙縣羽毛球俱樂部接受訓練（僅2012年的王敏力及2016年的王苑力除外），周森泉也因此有美國的「羽毛球教父」之稱。
前印尼國家隊隊員吳俊明，在獲得奧運、世錦賽雙料冠軍後決定移民美國，並尋求在俱樂部執教，然而在周森泉的勸說下，他選擇留在俱樂部訓練，並轉為代表美國參加國際賽。2005年世錦賽，吳俊明與另一位俱樂部成員白國豪搭檔，奪下男雙冠軍，為美國史上第一座世錦賽冠軍。

## 教練團隊
周森泉為橙縣羽毛球俱樂部四處延攬經驗豐富的教練，且因為橙縣俱樂部同時為美國羽球訓練中心，俱樂部多位教練曾擔任過美國國家隊教練。總教練蔡子敏來自中國，為前福建隊隊員，曾在奈及利亞與泰國擔任國家隊總教練，後受周森泉邀請到橙縣羽毛球俱樂部執教，並兩度以總教練身分帶隊參加奧運。另一位教練郭宏源為前印尼國手、男雙世界冠軍。

## 舉辦賽事
- YONEX/K&D Graphics羽毛球錦標賽，或稱美國羽毛球國際賽（英语：U.S. International），自2014年起每年在橙縣羽毛球俱樂部舉辦，最初兩年為世界羽聯大獎賽級別，後降級為國際挑戰賽，由YONEX和K&D Graphics冠名贊助。歷年賽事：Category:YONEX / K & D Graphics 羽毛球錦標賽。

## 外部連結
- 橙縣羽毛球俱樂部的官方網站
- 橙縣羽毛球俱樂部的Facebook專頁